# George A. Paddock
George Arthur Paddock (* 24. März 1885 in Winnetka, Illinois; † 29. Dezember 1964 in Evanston, Illinois) war ein US-amerikanischer Politiker. Zwischen 1941 und 1943 vertrat er den Bundesstaat Illinois im US-Repräsentantenhaus.

## Werdegang
George Paddock besuchte die öffentlichen Schulen seiner Heimat und danach bis 1902 die Chicago Manual Training School. Anschließend studierte er bis 1906 an der University of Virginia in Charlottesville. Nach einem Jurastudium an derselben Universität und seiner 1907 erfolgten Zulassung als Rechtsanwalt begann er in Chicago in diesem Beruf zu arbeiten. Während des Ersten Weltkrieges diente er in den Jahren 1917 bis 1919 als Hauptmann und später als Major in einer Infanterieeinheit der US Army. Nach dem Krieg setzte er seine Anwaltstätigkeit in Chicago fort. Außerdem wurde er Investmentbanker. Gleichzeitig schlug er als Mitglied der Republikanischen Partei eine politische Laufbahn ein. Von 1931 bis 1937 saß er im Stadtrat von Evanston. Dort war er in den 1930er Jahren auch mehrfach Parkbeauftragter. Im Jahr 1936 nahm er als Delegierter am regionalen Parteitag der Republikaner in Illinois teil; von 1938 bis 1942 war er Mitglied und Schatzmeister im Bezirksvorstand seiner Partei im Cook County. Er war auch Mitglied der Soldiers’ and Sailors’ Service Commission of Illinois.
Bei den Kongresswahlen des Jahres 1940 wurde Paddock im zehnten Wahlbezirk von Illinois in das US-Repräsentantenhaus in Washington, D.C. gewählt, wo er am 3. Januar 1941 die Nachfolge von Ralph E. Church antrat. Da er im Jahr 1942 von seiner Partei nicht mehr zur Wiederwahl nominiert wurde, die stattdessen seinen Vorgänger Church wieder aufstellte, konnte er bis zum 3. Januar 1943 nur eine Legislaturperiode im Kongress absolvieren. In diese Zeit fielen der japanische Angriff auf Pearl Harbor und der damit verbundene Eintritt der Vereinigten Staaten in den Zweiten Weltkrieg.
Nach dem Ende seiner Zeit im US-Repräsentantenhaus arbeitete George Paddock wieder als Investmentbanker. Er starb am 29. Dezember 1964 in Evanston und wurde in Chicago beigesetzt.